# František Langer
Pour les articles homonymes, voir Langer.
František Langer, né à Prague (dans le quartier de Vinohrady) le 3 mars 1888 et mort dans cette ville le 2 août 1965, est un dramaturge, scénariste, essayiste, critique littéraire et journaliste tchécoslovaque, qui fut également médecin militaire.

## Biographie
František Langer naît d'un père cordonnier dans la banlieue de Prague, à Vinohrady. Issu d'une famille juive, il n'est pas pratiquant, contrairement à son frère cadet Jiří Langer (en), un poète qui a publié en allemand, tchèque et hébreu. En 1906, il passe son Abitur et étudie la médecine jusqu'en 1914.
Pendant la Première Guerre mondiale, il est chef du Service de santé du 1er Corps des Légions tchécoslovaques, l'armée tchèque en exil. En 1916, il est capturé par les Russes et interné dans différents camps dans la région de la Volga. En 1920, il est libéré et renvoyé à Prague.
František Lange fonde des magazines, des clubs littéraires et des organisations pour enfants. De 1935 à 1938, il est responsable de la dramaturgie au théâtre municipal de Vinohrady. Les créations de ses œuvres ont lieu presque exclusivement dans ce théâtre. Il se lie d'amitié avec Jaroslav Hašek et Karel Čapek. Il anime avec les frères Karel et Josef Čapek un cercle d'artistes et de philosophes qui se réunissent tous les vendredis avec, entre autres, le fondateur de la nation Tomáš Garrigue Masaryk.
Quand les Allemands occupent la Tchécoslovaquie en 1939, František Langer émigre en Pologne, puis en France et en Angleterre. Dans ces deux derniers pays, il organise le service médical de l'armée tchèque en exil. Après la Seconde Guerre mondiale, il retourne à Prague, mais doit se retirer en février 1948 de ses activités publiques et n'exerce plus dans la vie culturelle qu'en tant qu'auteur. Ses livres sont interdits, mais ses pièces de théâtre connaissent un grand succès à l'étranger. Dans les dernières années de sa vie, il écrit peu.

## Œuvre
František Langer, qui est influencé par le néo-classicisme, a principalement écrit des drames. Ses thèmes de prédilection vont par deux : amour et haine, vie et mort, culpabilité et châtiment, criminalité et conscience.

### Théâtre
- 1923 : Camel Through the Eye of a Needle (Velbloud uchem jehly), une comédie dont il sera réalisé plusieurs films dont le film au titre homonyme de Hugo Haas et Otakar Vávra, sorti en 1936.
- 1925 : Periferie (The Outskirts)
- 1927 : Grandhotel Nevada
- 1928 : Noc
- 1929 : Obrácení Ferdyše Pištory
- 1935 : Jízdní hlídka (The Cavalry Witch)
- 1937 : Dvaasedmdesátka
- 1942 : Děti a dýka
- 1956 : Pražské legendy

### Filmographie partielle
- 1914 : Le Cauchemar (scénario)